# Perfluoroctansulfonamid
Perfluoroctansulfonamid (FOSA) ist eine chemische Verbindung, die zu den per- und polyfluorierten Alkylverbindungen (PFAS) gehört.
In der Umwelt kann FOSA zu Perfluoroctansulfonat (PFOS) umgewandelt werden.

## Darstellung
FOSA kann durch die Reaktion von Perfluoroctansulfonsäurehalogeniden mit flüssigem Ammoniak oder über eine zweistufige Reaktion via Azid, gefolgt von einer Reduktion durch Zn/HCl dargestellt werden. Die Verwendung von Perfluoroctansulfonylfluorid wurde jedoch unter dem Stockholmer Übereinkommen auf wenige Ausnahmen eingeschränkt.

## Verwendung
N-Alkyl-substituierte Perfluoroctansulfonamide werden bzw. wurden in photographischen Papieren, in medizinischen Anwendungen sowie Pestiziden eingesetzt.
FOSA reichert sich über die Nahrungskette an (Bioakkumulation).
Es wird angenommen, dass FOSA die biologische aktive Form des Insektizids Sulfluramid (N-Ethylperfluoroctansulfonamid) darstellt. FOSA kamen bis zum Verbot in der Oberflächenmodifikation als Nebelgasminderer in der Metallverarbeitung und als Korrosionsschutz in der Verchromung zum Einsatz, ebenfalls in der Textilindustrie. Weiteres Anwendungsgebiet war in der chemischen Industrie als Löschschaum, Reinigungsmittel (Shampoo, Teppichreiniger).

## Regulierung
Da Perfluoroctansulfonamid unter die Definition „Perfluoroctansulfonsäure und ihre Derivate (PFOS) C8F17SO2X (X = OH, Metallsalze (O−M+), Halogenide, Amide und andere Derivate einschließlich Polymere)“ fällt, unterliegt es in der EU und in der Schweiz einem weitreichenden Verbot.